# 金特爾冰川
76°46′S 161°15′E / 76.767°S 161.250°E
金特爾冰川（英語：Gentle Glacier），是南極洲的冰川，位於維多利亞地的斯科特海岸，處於康沃伊山脈地區，由新西蘭地質學家命名，現時由南極條約體系管理。